# Michelle Thomson
Michelle Rhonda Thomson, née le 11 mars 1965 à Bearsden, est une femme d'affaires écossaise et femme politique du Parti national écossais (SNP).
Elle est membre du Parlement écossais (MSP) pour Falkirk East depuis mai 2021. Elle est députée d'Edinburgh West de mai 2015 à mai 2017.

## Jeunesse et carrière
Thomson est diplômée de la Royal Scottish Academy of Music and Drama en 1985.
Thomson travaille d'abord comme musicienne professionnelle, puis obtient un diplôme d'études supérieures en Technologie de l'information. Elle travaille dans les services financiers pour la Standard Life et la Royal Bank of Scotland pendant plus de 23 ans dans une variété de postes de direction en tant que responsable des changements informatiques et commerciaux. En 2009, elle créé sa propre petite entreprise dans l'immobilier.
Thomson créé Momentous Change Ltd en 2017 avec son cofondateur, le professeur Roger Mullin. Momentous Change est un cabinet de conseil de niche qui accompagne les entreprises dans la gestion économique et le changement opérationnel. 
En novembre 2018, Thomson est coauteur d'un rapport de Momentous Change Ltd sur les perspectives de création d'une bourse écossaise . En 2020, elle est coauteur d'un rapport sur la Scottish Business Diaspora .

## Carrière politique

### Député d'Édimbourg Ouest (2015 - 2017)
Thomson rejoint le Scottish National Party à l'âge de seize ans en 1981. Elle s'investit dans la campagne du référendum sur l'indépendance de l'Écosse, avec la campagne du « Oui ». Elle est élue députée d'Edimbourg-Ouest en 2015 avec une majorité de 3 210 voix et une part de 39 % des voix ; avec un basculement de 25,8 % des libéraux démocrates au SNP. Le Sunday Post la décrit comme l'une des députés du SNP à surveiller dans le nouveau parlement ,.
Dans le cadre de son rôle au sein du comité BEIS, Thomson est l'un des membres du comité mixte d'enquête sur l'effondrement de BHS  sur les pratiques de travail de Sports Direct,.
En septembre 2015, Thomson est accusée par un article du Sunday Times d'avoir construit son portefeuille immobilier locatif en achetant des maisons à des prix inférieurs à ceux du marché . Fin septembre 2015, la police écossaise annonce avoir ouvert une enquête sur des « irrégularités présumées » liées aux transactions immobilières qui ont entraîné la radiation de son avocat . Le même jour, le SNP publie une déclaration au nom de Thomson, annonçant qu'elle a décidé de se retirer du groupe pendant que l'enquête est en cours. En démissionnant du groupe, Thomson perd également son adhésion au SNP et son rôle de porte-parole du SNP pour les affaires, l'innovation et les compétences à Westminster . Thomson affirme ensuite qu'elle a été forcée de démissionner du groupe ,,. Huit mois après que l'histoire ait éclaté, Thomson publie un communiqué de presse notant qu'elle n'a eu aucun contact avec la police écossaise .
Thomson siège en tant que députée indépendante lorsque les élections générales anticipées de 2017 sont déclenchées le 18 avril 2017. L'exécutif national du SNP se réunit quatre jours plus tard et décide de ne pas l'investir comme candidate du SNP. Elle ne se représente pas en tant qu'indépendante à cette élection .
En août 2017, l'enquête policière est abandonnée. L'ancien ministre du gouvernement écossais, Kenny MacAskill, déclare que le SNP a des leçons à tirer de la gestion de son cas .

### Falkirk Est MSP (depuis 2021)
Thomson rejoint le SNP en octobre 2018 . Elle est ensuite sélectionnée comme candidate parlementaire du SNP pour la circonscription de Falkirk East aux élections législatives écossaises de mai 2021  et elle est élue à Holyrood avec 47,4 % des voix .